# Pouldergat
 Pouldergat  (en bretón Pouldregad) es una población y comuna francesa, situada en la región de Bretaña, departamento de Finisterre, en el distrito de Quimper y cantón de Douarnenez.

## Demografía
| 1093 | 1114 | 1129 | 1304 | 1311 | 1277 |
| Para los censos de 1962 a 1999 la población legal corresponde a la población sin duplicidades (Fuente: INSEE [Consultar]) |      |      |      |      |      |